# شتورکاو (اشتندل)
شتورکاو (به آلمانی: Storkau) یک منطقهٔ مسکونی در آلمان است که در تانگرمونده واقع شده‌است. شتورکاو ۱۶۴ نفر جمعیت دارد.